# Helena van Waldeck-Pyrmont (1899-1948)
Helena Bathildis Charlotte Marie Frederieke van Waldeck-Pyrmont (Arolsen, 22 december 1899 - Rastede, 18 februari 1948) was prinses uit het huis Waldeck-Pyrmont.

## Geschiedenis
Helena was lid van het geslacht Zu Waldeck und Pyrmont en een dochter van Frederik van Waldeck-Pyrmont en Bathildis van Schaumburg-Lippe. Zij was een nicht van de Nederlandse koningin Wilhelmina en een jongere zus van de latere nazi-prins Jozias van Waldeck-Pyrmont.
Zelf trad ze op 26 oktober 1921 in het huwelijk met erf-groothertog Nicolaas van Oldenburg, een zoon van groothertog Frederik August van Oldenburg met Elisabeth Alexandrine van Mecklenburg-Schwerin, een oudere zuster van de Nederlandse prins-gemaal Hendrik van Mecklenburg-Schwerin. Hij was dus op zijn beurt een neef van de Nederlandse koningin Juliana.
Uit het huwelijk kwamen negen kinderen voort:
- Anton-Günther (1923-2014)
- Rixa (1924-1939)
- Peter (1926)
- Eilika (1928)
- Egilmar (1934)
- Frederik August (1936-2017)
- Altburg (1938)
- Huno (1940)
- Johan Frederik (1940), tweelingbroer van de voorgaande